# Liste historischer Krankheitsbezeichnungen
Die Liste historischer Krankheitsbezeichnungen ordnet alten Bezeichnungen von Erkrankungen aktuelle Bezeichnungen zu.
Dabei gilt es jedoch zu beachten, dass sich eine medizinhistorische Diagnose in kaum einem Fall mit Sicherheit einer modernen Krankheit zuordnen lässt, selbst wenn die Symptome ähnlich erscheinen. Ein prominentes Beispiel ist der Patient Ludwig van Beethoven, dessen „Schwindsucht“ je nach neuerer Quelle durch Typhus, Leberzirrhose, Sarkoidose oder Bleivergiftung verursacht gewesen sein soll.
In jedem Fall muss mit der direkten Übersetzung historischer Krankheitsbezeichnungen vorsichtig umgegangen werden.

## Liste
| Historischer Name                                                     | Heutige Krankheiten, die mit gewisser Wahrscheinlichkeit den Symptomen zugeordnet werden können                                                                                    |
| --------------------------------------------------------------------- | --- |
| Abzehrung                                                             | siehe Auszehrung |
| Albschoss                                                             | Rheuma, Hexenschuss |
| Antoniusfeuer Antoni Rache                                            | Mutterkornvergiftung, auch Milzbrand, Pest |
| Apostem(a)                                                            | griechisch-lateinisch für Abszeß oder (eitriges) Geschwür |
| Aussatz                                                               | generalisierte Ekzeme, Tinea, Lepra, Schuppenflechte, Krätze |
| Auszehrung                                                            | Krankheitsbilder mit Kräfteverfall und starkem Untergewicht, z. B. Krebs, Tuberkulose; siehe auch #Schwindsucht                                                                    |
| Bangigkeit                                                            | Krampfanfälle, Epilepsie |
| Bauchwassersucht                                                      | Aszites |
| Blattern                                                              | Pocken |
| Blödsinnigkeit                                                        | auf (angeborenem) Hirnschaden beruhende Blödheit, Dummheit, Schwachsinn, Unzurechnungsfähigkeit, Demenz; in Abgrenzung zum psychisch bedingten oder sozial unangepassten #Wahnsinn |
| Blutsturz                                                             | Bluterbrechen, Blutdurchfall; häufig als Todesursache genannt |
| Blutlauf                                                              | Ruhr, Cholera und ähnliche schwere Durchfallerkrankungen |
| Brand                                                                 | Gangrän, periphere arterielle Verschlusskrankheit |
| Bräune                                                                | Diphtherie |
| bresthaft                                                             | körperlich oder geistig behindert, altersschwach, gebrechlich |
| Consumptio                                                            | siehe Auszehrung |
| Darre                                                                 | „Austrocknen der Säfte“ nach der Humoralpathologie; siehe auch Auszehrung |
| Dusel                                                                 | Pest, Typhus, Grippe, auch Schwindelgefühl |
| Englische Krankheit                                                   | Rachitis |
| Epidemischer Katarrh epidemisches Katarrhalfieber                     | Grippe; vgl. auch #Russischer Katarrh |
| epidemischer Schnupfen                                                | Grippe |
| Fallsucht fallende Sucht                                              | Epilepsie |
| Fluss                                                                 | Rheuma, Menstruation; vgl. auch #Schlagfluss, #Steckfluss |
| Fraisen                                                               | Epilepsie, Krampfanfälle |
| Friesel, Frieselfieber                                                | Miliaria, im weiteren Sinne jede Art von Fieber mit Ausschlag |
| Französische Krankheit (auch Spanische, Gallische K., German disease) | Syphilis |
| Gallische Krankheit                                                   | siehe #Französische Krankheit |
| Gallsucht                                                             | Gelbsucht |
| German disease (englisch für „Deutsche Krankheit“)                    | Syphilis; vgl. #Französische Krankheit |
| Geschwulst                                                            | Tumor, Kropf, Hühneraugen, Überbein, Warzen |
| Glasfriesel                                                           | Windpocken („Wasserpocken“) |
| Gliederschwund                                                        | Krebs |
| Gliedschwamm                                                          | Gelenkschmerzen |
| Grüner Star                                                           | Glaukom |
| Halsbräune                                                            | Diphtherie; vgl. #Bräune |
| Hitzige Krankheit                                                     | Typhus |
| Influenza                                                             | alle Infektionen; später Grippe |
| Kachexie                                                              | siehe Auszehrung |
| Krebs                                                                 | Geschwür, Tumor, jede um sich fressende Krankheit, also auch eine vernachlässigte Wunde oder Nekrose                                                                               |
| Krupp                                                                 | Diphtherie |
| Lungenlähmung                                                         | allgemeine Bezeichnung für eine Todesursache durch Atemstillstand nach Lungenversagen                                                                                              |
| Marasmus                                                              | siehe Auszehrung |
| Maselsucht                                                            | Lepra (Aussatz) oder Syphilis |
| Melancholie                                                           | Depressionen |
| Milzsucht                                                             | Hypochondrie |
| Mondsucht                                                             | Somnambulismus |
| Nervenfieber                                                          | Typhus oder Dysenterie |
| Parentialfieber                                                       | Typhus |
| Phthisis                                                              | siehe Auszehrung |
| Raserei                                                               | Manie; siehe auch #Wahnsinn |
| Rotlauf                                                               | Erysipel, Gürtelrose, Neurodermitis, Akne und andere Hautausschläge |
| Ruhr                                                                  | Dysenterie |
| Russische Krankheit                                                   | Grippe; später auch Typhus |
| Russischer Katarrh                                                    | Grippe; vgl. auch #Russische Krankheit |
| Satthals                                                              | Struma |
| Scharbock                                                             | Skorbut |
| Schlagfluss                                                           | Schlaganfall |
| Schleimfieber                                                         | Typhus |
| Schnupfenfieber                                                       | Grippe |
| Schüttellähmung                                                       | Parkinson-Krankheit |
| Schwarzer Tod                                                         | Pestepidemie |
| Schwindsucht                                                          | Tuberkulose, Krebs |
| Seitenkrankheit                                                       | Pleuritis, Gelbsucht |
| Spanische Krankheit                                                   | siehe #Französische Krankheit; auch Spanische Grippe |
| Star                                                                  | verschiedene Augenkrankheiten; siehe auch grüner Star, grauer Star, schwarzer Star                                                                                                 |
| Stickfieber                                                           | mit Atemnot verbundenes Fieber, auch Febris suffocans oder praefocans |
| Steck- oder Stickfluß                                                 | Asthma, Lungenödem |
| Sucht                                                                 | allg.: Krankheit; vgl. beispielsweise #Fallsucht, #Gallsucht, #Maselsucht, #Milzsucht, #Mondsucht, #Schwindsucht, #Wassersucht, #Weiße Sucht                                       |
| Tabes                                                                 | siehe Auszehrung |
| Tanzwut Veitstanz                                                     | mit Muskelzuckungen einhergehende Nervenkrankheiten, z. B. Chorea Huntington, Chorea minor, Epilepsie, Mutterkornvergiftung                                                        |
| Wahnsinn                                                              | Psychische Störung, ein der sozialen Norm widersprechendes Verhalten; in Abgrenzung zur auf einem Hirnschaden beruhenden #Blödsinnigkeit bzw. Schwachsinn; siehe auch #Raserei     |
| Wasserscheu                                                           | Tollwut |
| Wassersucht                                                           | Hydrops, Ödem, Anasarka |
| Wechselfieber                                                         | Malaria |
| Weiße Sucht                                                           | Syphilis |
| Wolf                                                                  | siehe #Krebs; auch Intertrigo, Feigwarzen, Wundrötung, Narbenflechte |
| Wurm                                                                  | um sich fressendes (Haut-)Geschwür (bei Pferden auch Lymphangitis bei Rotz); auch allgemein Krankheit                                                                              |
| Wurmfieber                                                            | Darmentzündungen (Enteritis) |
| Ziegenpeter                                                           | Mumps |
| Zips                                                                  | Grippe |
| Zipperlein                                                            | Fußgicht |